# Bondo (Kongo)
Bondo (ehemals: Djabir) ist eine Stadt in der Provinz Bas-Uele im Norden der Demokratischen Republik Kongo. Sie ist das Verwaltungszentrum des gleichnamigen Territoriums Bondo. Im Jahr 2016 hatte sie eine geschätzte Bevölkerungszahl von 17.860.

## Geschichte
Gegründet wurde Bondo im April 1890 durch die belgischen Offiziere und Angehörige der Force Publique Jules Alexandre Milz und Léon Roget. Hintergrund der Gründung war der Befehl, dem Eindringen von arabisch-sansibarischen Elfenbein- und Sklavenhändlern entgegenzutreten. Vor und während der belgischen Kolonialzeit erhielten Städte und Dörfer die Namen ihrer Häuptlinge. Insofern hieß Bondo Ende des 19. und Anfang des 20. Jahrhunderts Djabir, benannt nach dem Sultan Djabir.

## Geographie
Bondo liegt auf ca. 490 m und ist ein Ausgangspunkt, um den Bili-Wald zu erreichen, der an einem unbefestigten Weg liegt, der östlich von der Stadt verläuft. 2014 erklärte die Africa Wildlife Foundation (AWF) die gesamte Region von Uélé bis Mbomou zum „Bili-Mbomu-Waldsavannenmosaik“. Sie nennt die Region auch „Bili-Uele-Schutzgebiet“. Die Regierung der Demokratischen Republik Kongo erkennt diese Gebiete nicht als schutzwürdig an. Die im Wald endemische Schimpansenpopulation wurde in der Vergangenheit „Bondo Mystery Ape“ genannt und referenziert damit auf eine sagenhaften Affenart, die nach dem Aussehen Schimpansen, vom Verhalten aber Gorillas ähneln. Obwohl lange Zeit nur ein Mythos, treffen diese Charakteristika auf die Population im Bili-Wald zu.

## Infrastruktur
Eine Zweigstrecke der inzwischen stillgelegten 600-mm-Schmalspurbahn Vicicongo, die von der Société des Chemins de Fer Vicinaux du Congo (Teil der historischen Uelle-Bahnen) gebaut wurde, endet am Südufer. Die Eisenbahnzweigstrecke von Komba über Likati und Libogo wurde 1927–1928 vom belgischen Staat gebaut.
Die Stadt hat eine 1300 m lange Landebahn für Flugzeuge, da der Ort auf andere Weise relativ schwer erreichbar ist, da er nur über unbefestigte Wege erreichbar ist, die nach starkem Regen unpassierbar sind.
Der Ort liegt am Fluss Uelle, der mit Kanus überquert werden muss, da es keine feste Brücke gibt. Die Schifffahrt auf dem Uelle ist durch Katarakte eingeschränkt.

## Religion
Bondo ist Sitz der Bistums Bondo, einer römisch-katholischen Diözese, die 1926 von Papst Pius XI. mit der Apostolischen Konstitution Admonet supremi aus Gebietsabtretungen des Apostolischen Vikariates West-Uélé als Apostolische Präfektur Bondo errichtet wurde. Am 10. November 1959 wurde das Apostolische Vikariat Bondo durch Papst Johannes XXIII. mit der Apostolischen Konstitution Cum parvulum zum Bistum erhoben.